# Дьявол и госпожа Д
«Дьявол и госпожа Д» (нем.: Der Grosse Bagarozy) — немецкий фильм 1999 года режиссёра Бернд Айхингер по роману Хельмута Крауссера 1997 года.

## Сюжет
Кора Дульц (Коринна Харфаух) — разочарованная и скучающая психолог средних лет. Её муж проявляет чрезмерную осторожность после сердечного приступа — это проявляется, в частности, в сексуальном воздержании, что еще больше усугубляет скрытый жизненный кризис его жены. Чтобы компенсировать свои ипохондрические страхи, он собирает некрологи от людей, которые умерли особенно странным образом.
К ней на приём приходит интересный и необычный пациент — Станислаус Надь (Тиль Швайгер), который утверждает, что ему явилась великая, давно умершая певица Мария Каллас. Более того — сам он считает себя Дьяволом в человеческом облике.
Кора узнаёт в нём фокусника из развлекательного шоу, где он называет себя «Великим Багарози». Но у неё возникают резонные сомнения в мифичности его личности. И параллельно сеансам психотерапии она начинает своё расследование, пытается разоблачить предполагаемого шарлатана.
Поначалу она думает, что перед ним безнадежно сумасшедший. Но в ходе терапии она всё больше и больше поддается обаянию этого мужчины — становится буквально одержима им — он изыскан, загадочен, притягателен и жутко порочен. Дьявол получает над ней настоящую власть, и она оказывается втянутой в таинственную игру одержимости, похоти и лжи.
Кульминацией становится появление у неё навязчивой идеи, приводящая к тому, что она под влиянием Станислауса стреляет из его пистолета в своего мужа. 
Подозреваемый в убийстве Станислаус избегает ареста, превращаясь в чёрного пуделя. В свете того, что он бесследно исчез, подозрение падает на Кору. Во время побега при задержании Кора хочет спрыгнуть с крыши, но его останавливает Станислаус, который рассказывает ей, что хочет стать обычным человеком, чтобы в конечном итоге состариться и умереть. После поцелуя Станислаус бросается с крыши и разбиваясь превращается в мёртвого чёрного пуделя.
После отбытия срока и освобождения и тюрьмы Кора, следуя изречению Станислауса «Всё возможно на середине моста», идёт на мост, где встречает человека, поразительно похожего на Станислауса, но, похоже, потерявшего всякую память о своем прежнем существовании. В это время откуда-то внезапно звучит пение Марии Каллас, и они вдвоём уходят.

## В ролях
- Коринна Харфаух — Кора Дульц
- Тиль Швайгер — Станислаус Надь
- Кристина Нойбауэр — комиссар Лиоба
- Томас Хайнце — Роберт, муж Коры
- Соня Керскес — Тамы
- Неца Шелбуц — Мария Каллас
- Патриция Люгер — Патриция
- Кристоф Вакернагель — Фрэнк
- Штефан Кампвирт — комиссар
- Антуан Моно-младший — толстяк

## Критика
Критики были разочарованы фильмом. Катя Айхингер, автор биографии Эйхингера, посвящает этому фильму главу «Когда говорят о дьяволе», где в частности пишет:

В фильме много прекрасных, волнующих моментов. И все же, если смотреть в целом, фильм не работает. Отдельные кусочки головоломки не складываются вместе, а беспомощно висят в воздухе. […] между Коринной Харфаух и Тиль Швайгером нет никакой химии. Это может быть ошибка актеров, но сценарий тоже виноват в этом. …

Эта психоаналитическая история сексуальной фрустрации и метафизических пропастей могла бы стать действительно великой и хорошей. Но слабый сценарий, иногда закрученные, иногда несвоевременные фразы которого редко задают правильный тон и часто выдают серьёзность темы, остается незамеченным. Разочаровывают и оба главных актера: Коринна Харфаух играет хоть и слабо, но все же сносно. Тиль Швайгер, однако, в этой роли не играет ни минуты — грандиозный просчет, катастрофа в этом фильме.— Рюдигер Суксланд, сайт «Artechock»
Сам автор экранизируемого романа Хельмут Крауссер назвал эту экранизацию «совершенно неуместной».